# 20888 Сиюего
20888 Сиюего (20888 Siyueguo) — астероїд головного поясу, відкритий 20 листопада 2000 року.
Тіссеранів параметр щодо Юпітера — 3,370.